# Papua New Guinea Post-Courier
Papua New Guinea Post-Courier — газета, базирующаяся в Конедобу, Порт-Морсби, Папуа — Новая Гвинея.

## История
Основана 30 июня 1969 года. Австралийская компания The Herald and Weekly Times (позже купленная News Corp Australia), приобрела две основные газеты Папуа — Новой Гвинеи, выходившую три дня в неделю South Pacific Post и Courier New Guine Times выходившую два раза в неделю, и решила объединить их в одно издание. Papua New Guinea Post-Courier стала первой национальной ежедневной газетой Папуа — Новой Гвинеи.
С 1978 по 2000 год главным редактором газеты был Люк Села.
В 2003 году газета с тиражом 41 000 экземпляров являдасб самой продаваемой газетой на Тихоокеанских островах. Контрольный пакет акций газеты принадлежит компании News Corp Руперта Мёрдока. Читательская аудитория газеты в основном проживает в городах, она считается влиятельной в обществе.